# 國家勞役團

國家勞役團妇女團團旗

國家勞役團（直译：“国家劳动服务”），是纳粹德国于1933年至1945年的一个重要的社会和教育組織。從1935年六月始，每個德國男青年需在18岁兵役前首先履行六個月的勞動義務。第二次世界大戰爆發後，此勞役適用人群擴大至女青年。

## 起源
「女性服役」之想法在德國並非納粹原創，早在第一次世界大戰之前的德國女權運動，此想法便有探討過。
納粹時期的國民勞役之想法則是來源於保加利亞，由納粹權力機關借用。保加利亞早在1920年推行了此種所謂的「國民勞役」，亦即，全國三成之國民必須履行勞役，以為公共利益服務。保加利亞之先例引起了德國保守派及左派人士的注意，因為他們特別強調「國民教育」與「體力勞動」結合之效果。
1931年，布呂寧政府為減少由經濟危機產生的大量失業人口，開始推行一種「志願勞役制」（德語：Freiwillige Arbeitsdienst）。然而該舉措效果并不佳，部份勞役營濫用為軍訓營對付國家敵對力量。